# Nachal Gdajim
Nachal Gdajim (hebrejsky: נחל גדים) je vádí v Horní Galileji, v severním Izraeli.
Začíná na okraji vesnice Dovev, na jižních svazích hory Har Dovev. Směřuje pak k západu zalesněným údolím a ústí zprava do vádí Nachal Dovev, jež jeho vody odvádí do Libanonu a do povodí Středozemního moře.